# Isoetes butleri
Isoetes butleri är en kärlväxtart som beskrevs av Georg George Engelmann. Isoetes butleri ingår i släktet braxengräs, och familjen Isoetaceae. Inga underarter finns listade i Catalogue of Life.